# 朴鐘南
朴 鐘南（パク・チョンナム、朝鮮語: 박종남、1915年7月27日 - 1968年7月30日）は、日本統治時代の朝鮮および大韓民国の教員、政治家。制憲韓国国会議員。
本貫は順天朴氏。漢字表記は朴鍾南とも。

## 経歴
日本統治時代の全羅南道光山郡河南面出身。延禧専門学校数物科卒。木浦商業専修学院教員、高敞中学校教員を経て、解放後は松汀公立女学校校長、光州医科大学教授・教務課長、光州医科大附設文教部中等教員臨時養成所副所長を務めた。1948年の初代総選挙で当選後は国会内務治安委員会内務分科委員を務め、在任中に「外軍撤退要請に関する決議案」を代表発議した。1950年の第2代総選挙にも出馬したが落選し、1959年に自由党に入党した。1960年の第5代総選挙と1967年の第7代総選挙にも出馬したが、いずれも落選した。
晩年は光山郡平洞面玉洞里で農業をしていたが、田んぼの水の管理での過労により1968年7月30日の午後に死去した。53歳没。

## エピソード
国会議員在任中に他の40余名と共に「外軍撤退要請に関する決議案」を提出したが、当時の朝鮮半島の情勢を鑑みたら、多くの議員は戸惑った。その後、撤収反対派の崔允東ら99名は「米軍の継続駐屯を要する決議案」を作成・提出した。